# 菊姫 (宗像氏)
菊姫（きくひめ、生年不詳 - 天文21年3月23日（1552年4月16日）は、戦国時代宗像氏一族の女性。宗像氏の家督を巡る争いに巻き込まれ、悲劇的な最期を遂げたことで知られる。その死後の数々の伝説が残された。

## 略伝
第76代宗像大宮司の宗像正氏とその正室山田夫人との間に一人娘として生まれる。宗像氏は古くより宗像三神を祭る宗像大社に奉仕し、宗像の地を治めてきた一族で、菊姫が生まれた時代には筑前、豊前の守護で中国地方の大名大内氏に属していた。父正氏は大内家への軍役を果たすために、菊姫親子を宗像の地に残し山口に三年間ほど出仕しており、この期間に大内家の実力者・陶隆房（陶晴賢）の姪照葉を第二夫人に迎え、菊姫の異母兄弟となる鍋寿丸（氏貞）と色姫をもうけていた。
菊姫は14歳の頃に伯父で父正氏が山口出仕の際に大宮司を務めた氏続の子氏男と結婚した。正氏の死後は氏男が宗像大宮司の家督を継承し、正氏と同じく山口に出仕しているが、この結婚は長くは続くことはなく、陶隆房が蜂起した大寧寺の変により氏男は主君大内義隆に殉じて死亡している。

当主を失った宗像家では氏男の弟千代松を推す派と氏男の未亡人である菊姫、異母弟鍋寿丸を擁立する派に二分し家督を巡る争いが生じた。最終的にこの争いは、陶隆房の後押しを受けた鍋寿丸側が勝利し、千代松及びその父氏続は豊前に逃れるも、討っ手を差し向けられ千代松は山口（宮若市）で、氏続は彦山で討たれた。この家督を巡る争いには菊姫親子も否応なしに巻き込まれることとなった。天文21年3月23日の夜山田の館で、鍋寿丸側から命を受けた家臣により山田局、18歳の菊姫、四人の侍女が惨殺された。館内は血の海と化し、館に乱入した雑兵により財宝を奪われたという。菊姫ら6人の遺体は館の裏側の崖下に穴を掘って埋められた。　
この事件の後に、宗像家中では事件に関わった者たちが次々と怪死や変死し、数々の怪異が起き、宗像領内では山田事件の怨霊がささやかれたという。また、事件の七回忌にあたる永禄7年には、菊姫の異母妹色姫が突然髪を振り乱し、母照葉の咽喉笛に噛み付き、発狂するということも起きている。山田事件の後に、鍋寿丸から名を改め、第70代宗像大宮司を相続した氏貞は、家内や領内で起こる数々の怪異や不幸が、幼少期におきた悲惨な事件が原因だと考え、多くの僧を呼んで菊姫ら6人の大法要を営み、領内に56のも寺院を建て6人の鎮魂と慰霊を務めたという。